# 丹尼利夫卡 (扎波罗热州)
47°44′16″N 35°58′40″E / 47.73778°N 35.97778°E
丹尼利夫卡（烏克蘭語：Данилівка）是位於烏克蘭東南部的村莊，由扎波羅熱州扎波羅熱区的泰爾努瓦泰市鎮負責管轄。該村始建於1891年，面積2.1平方公里，海拔高度111米，2001年人口28，人口密度每平方公里13.3人。